# Kanton Sachsa
Der Kanton Sachsa war eine Verwaltungseinheit im Distrikt Nordhausen des Departements des Harzes im napoleonischen Königreich Westphalen. Hauptort des Kantons und Sitz des Friedensgerichtes war Bad Sachsa im heutigen niedersächsischen Landkreis Göttingen. Das Gebiet des Kantons umfasste sechs Orte im heutigen Land Niedersachsen und sechs Orte im heutigen Freistaat Thüringen.
Zum Kanton gehörten die Ortschaften:

- Sachsa
- Branderode
- Klettenberg
- Limlingerode
- Mackenrode
- Neuhof
- Nüxei
- Steina
- Stöckey
- Tettenborn
- Weilrode
- Wieda